# Œdipe roi
Pour les articles homonymes, voir Œdipe roi (homonymie) et Œdipe (homonymie).
Œdipe roi (en grec ancien : Οἰδίπους τύραννος / Oidípous túrannos, en latin : Œdipus rex) est une tragédie grecque de Sophocle, représentée entre 430 et 420 av. J.-C. Elle met en scène la découverte par Œdipe de son terrible destin. Alors qu'il a accédé au trône de Thèbes après avoir triomphé de l'énigme du Sphinx, l'enquête qu'il mène afin de découvrir la cause de la peste envoyée par Apollon sur la ville le conduit à découvrir que le responsable de l'épidémie n'est autre que lui-même : il est coupable à la fois de parricide et d'inceste, car il a, sans le savoir, tué son père, Laïos, et épousé sa mère, Jocaste.
Œdipe roi est l'une des plus fameuses tragédies de Sophocle et elle a connu une postérité abondante, inspirant nombre de dramaturges et d'artistes et suscitant de nombreuses interprétations allant des études mythologiques à la psychanalyse.

## Résumé
Le prologue de la pièce s'ouvre sur l'audience accordée par Œdipe, roi de Thèbes, à un prêtre et à son peuple venus le supplier de découvrir l'origine de la peste qui s'abat sur la ville. Œdipe est adoré de son peuple, car il a su vaincre la terrible sphinx (ou sphinge) qui désolait la ville en posant aux voyageurs des énigmes insolubles et en les dévorant lorsqu'ils s'avéraient incapables de répondre. En triomphant de la sphinx, Œdipe a gagné le droit d'épouser la reine de la ville, Jocaste, et de monter sur le trône, remplaçant ainsi l'ancien roi et époux de Jocaste, Laïos, mort dans des circonstances mal connues. Pour les suppliants, Œdipe est le seul à pouvoir faire toute la lumière sur le fléau qui ravage la ville. Mais Œdipe avait prévenu la demande du prêtre et envoyé son beau-frère, Créon, se renseigner auprès de l'oracle de Delphes. À son retour, Créon explique que le dieu Apollon est courroucé par la mort de Laïos, qui n'a pas été élucidée et dont le meurtrier court toujours. Œdipe se déclare prêt à aller jusqu'au bout afin de découvrir la vérité et de châtier le coupable. Suit la parodos, l'entrée du chœur tragique, qui déplore le fléau qui frappe Thèbes.
Dans le premier épisode, Œdipe reçoit le devin Tirésias. Tirésias refuse d'abord de parler, ce qui provoque la colère d'Œdipe. Contraint à parler, Tirésias finit par déclarer que la souillure qui a attiré la peste sur Thèbes n'est autre qu'Œdipe. Cela ne fait qu'augmenter la fureur du roi, qui traite le devin avec mépris, raille ses dons de divination et le soupçonne de comploter avec Créon. Tirésias avertit Œdipe qu'il court à sa perte, puis fait allusion à ses parents, qu'Œdipe n'a jamais connus. Avant de se retirer, il précise à Œdipe que le meurtrier est un Thébain, non un étranger, qu'il est coupable d'inceste et de parricide, et qu'il sera aveugle et mendiant après avoir vécu longtemps dans l'opulence. Suit le premier stasimon, chant du chœur qui s'interroge sur les propos énigmatiques de Tirésias et renouvelle sa confiance en Œdipe.
Le deuxième épisode voit une confrontation entre Œdipe et Créon, venu se défendre des soupçons portés sur lui. Œdipe interroge Créon sur les circonstances de la mort de Laïos et sur l'enquête menée alors, qui n'avait abouti à rien. Créon réaffirme sa loyauté envers Œdipe, mais ce dernier, furieux, veut le condamner à mort. Créon essaie de le convaincre de ne pas agir avant que la vérité soit connue. Jocaste survient et, aidée du coryphée, parvient à fléchir Œdipe, qui se contente de bannir Créon. Après qu'Œdipe a rapporté sa discussion à Jocaste, celle-ci lui révèle l'existence d'un oracle qui avait été fait à Laïos : il devait mourir de la main d'un fils né de lui. Œdipe interroge alors Jocaste sur le lieu et le moment du meurtre, sur l'apparence de Laïos et sur le nombre de ses serviteurs au moment de sa mort. Jocaste répond et dit tenir ces informations de l'unique serviteur à avoir échappé au massacre de Laïos et de sa suite. Œdipe, de plus en plus troublé, ordonne de faire appeler le serviteur.
Dans l'intervalle, Œdipe raconte à Jocaste son enfance. Il se croyait fils de Polybe, le roi de Corinthe, mais après avoir été traité de bâtard par un homme ivre lors d'un banquet, il alla consulter l'oracle de Delphes afin de connaître l'identité de ses vrais parents. Mais l'oracle refusa de lui répondre et lui prédit seulement qu'il se rendrait un jour coupable de parricide et d'inceste. Terrifié, Œdipe renonça à retourner à Corinthe chez ceux qu'il croyait ses parents. Il partit sur les routes, et, parvenu à un carrefour, il rencontra un vieil homme en chariot accompagné de serviteurs : une altercation survient, et Œdipe, après avoir reçu un coup de fouet d'un des serviteurs, tue tout le groupe. Œdipe craint que l'homme du chariot ne soit autre que Laïos : cela voudrait dire qu'il est bien le meurtrier du précédent roi de Thèbes et qu'il a épousé la femme de sa victime. Œdipe et Jocaste placent tout leur espoir dans le fait que le serviteur, un berger, avait parlé de plusieurs assassins et non d'un seul. Suit le deuxième stasimon, dans lequel le chœur déclare craindre l'hybris, la démesure, qui change les rois en tyrans, et en appelle à la Justice.

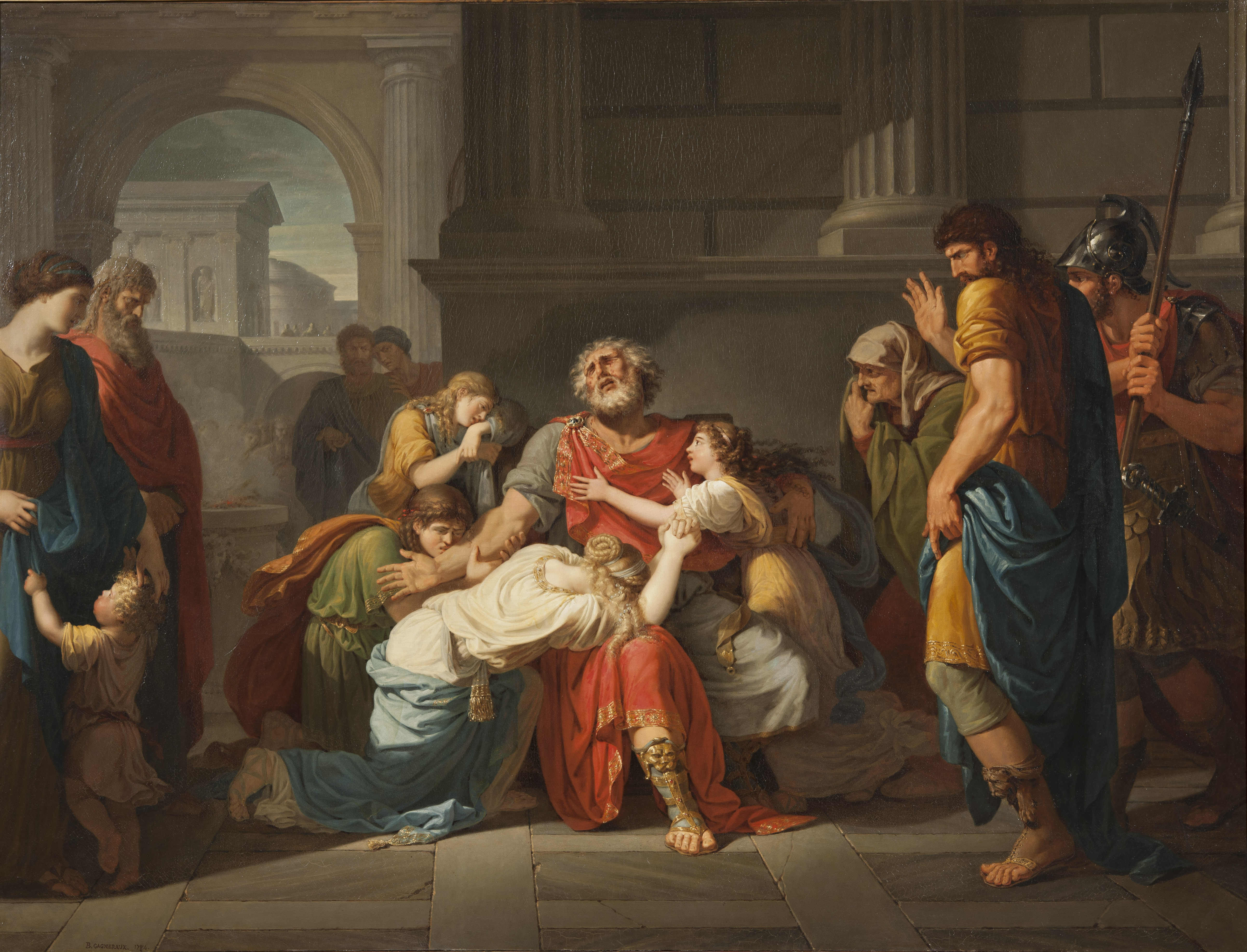
Œdipe aveugle recommandant ses enfants aux dieux, Bénigne Gagneraux, 1784.

Le troisième épisode s'ouvre sur l'arrivée d'un messager, un vieillard, qui apprend à tous la mort de Polybe, roi de Corinthe, qu'Œdipe croit être son père. Les habitants de la ville veulent couronner Œdipe. La nouvelle est triste mais aussi rassurante : si le père d'Œdipe est mort, Œdipe ne pourra jamais être parricide. Œdipe se réjouit et raille les oracles, mais craint toujours l'inceste, car la femme de Polybe, Mérope, est toujours en vie. Le vieillard, croyant rassurer Œdipe, lui révèle alors que Polybe et Mérope ne sont pas ses vrais parents, mais seulement ses parents adoptifs. C'est le vieux serviteur qui leur a confié Œdipe nouveau-né, après que celui-ci avait été découvert abandonné sur le mont Cithéron, les chevilles transpercées – d'où son nom d'Œdipe, qui signifie « pieds enflés ». Le vieillard précise qu'il ne l'a pas découvert lui-même : Œdipe lui a été remis par un autre serviteur, un berger serviteur de Laïos. Ce serviteur s'avère être le berger qu'Œdipe recherchait. Mais Jocaste, soudain troublée, refuse de faire paraître cet homme. Elle tente d'empêcher Œdipe de poursuivre son enquête, puis se retire brusquement dans le palais. Après un hyporchème (en) (un bref chant du chœur, dansé) évoquant le mont Cithéron, Œdipe, toujours accompagné du vieillard messager, peut enfin interroger le berger. Le vieux berger est réticent à parler, mais Œdipe le force à parler. Le berger révèle alors qu'il avait reçu Œdipe nourrisson des mains de Jocaste et était chargé de le tuer, mais a préféré le remettre au serviteur, qui l'a à son tour confié à Polybe et Mérope. La vérité est complète : Œdipe n'est pas le fils de Polybe et de Mérope, mais l'enfant de Laïos et de Jocaste. Il est le meurtrier de Laïos, son père, et la femme qu'il a épousée, Jocaste, est sa propre mère. Suit le troisième stasimon dans lequel le chœur horrifié déplore ce retournement du sort.
L'exodos, la sortie du chœur, commence avec l'arrivée d'un serviteur qui raconte à tous le dénouement. La reine Jocaste s'est pendue dans le palais. Œdipe, arrivé trop tard pour empêcher le suicide, s'est crevé les yeux pour ne plus voir la lumière du jour. Œdipe revient alors sur scène, désormais aveugle. Il se lamente sur son sort horrible, puis demande à Créon de le bannir. Créon, ayant pris conseil auprès de l'oracle d'Apollon, bannit en effet Œdipe, mais lui permet de parler une dernière fois avec ses deux filles, Antigone et Ismène, nées de son inceste. Le coryphée clôt la pièce en affirmant la puissance du destin.

## Généalogie des Labdacides dansŒdipe roi
|        |        |        |        |        |        |  |  |  |  |  |  |        |        |        |        |        |        |  |  |         |         |         |         |         |         |       |  |          |          |          |          |          |          |  |  |         |         |         |         |         |         |  |  |          |          |          |          |          |          |  |  |  |  |
|        |        |        |        |        |        |  |  |  |  |  |  |        |        |        |        |        |        |  |  |         |         |         |         |         |         |       |  |          |          |          |          |          |          |  |  |         |         |         |         |         |         |  |  |          |          |          |          |          |          |  |  |  |  |
| Polybe | Polybe | Polybe | Polybe | Polybe | Polybe |  |  |  |  |  |  | Mérope | Mérope | Mérope | Mérope | Mérope | Mérope |  |  | Laïos   | Laïos   | Laïos   | Laïos   | Laïos   | Laïos   |       |  |          |          |          |          |          |          |  |  | Jocaste | Jocaste | Jocaste | Jocaste | Jocaste | Jocaste |  |  | Créon    | Créon    | Créon    | Créon    | Créon    | Créon    |  |  |  |  |
| Polybe | Polybe | Polybe | Polybe | Polybe | Polybe |  |  |  |  |  |  | Mérope | Mérope | Mérope | Mérope | Mérope | Mérope |  |  | Laïos   | Laïos   | Laïos   | Laïos   | Laïos   | Laïos   |       |  |          |          |          |          |          |          |  |  | Jocaste | Jocaste | Jocaste | Jocaste | Jocaste | Jocaste |  |  | Créon    | Créon    | Créon    | Créon    | Créon    | Créon    |  |  |  |  |
|        |        |        |        |        |        |  |  |  |  |  |  |        |        |        |        |        |        |  |  |         |         |         |         |         |         |       |  |          |          |          |          |          |          |  |  |         |         |         |         |         |         |  |  |          |          |          |          |          |          |  |  |  |  |
|        |        |        |        |        |        |  |  |  |  |  |  |        |        |        |        |        |        |  |  |         |         |         |         |         |         |       |  |          |          |          |          |          |          |  |  |         |         |         |         |         |         |  |  |          |          |          |          |          |          |  |  |  |  |
|        |        |        |        |        |        |  |  |  |  |  |  |        |        |        |        |        |        |  |  |         |         |         |         |         |         | Œdipe |  |          |          |          |          |          |          |  |  |         |         |         |         |         |         |  |  |          |          |          |          |          |          |  |  |  |  |
|        |        |        |        |        |        |  |  |  |  |  |  |        |        |        |        |        |        |  |  |         |         |         |         |         |         |       |  |          |          |          |          |          |          |  |  |         |         |         |         |         |         |  |  |          |          |          |          |          |          |  |  |  |  |
|        |        |        |        |        |        |  |  |  |  |  |  |        |        |        |        |        |        |  |  |         |         |         |         |         |         |       |  |          |          |          |          |          |          |  |  |         |         |         |         |         |         |  |  |          |          |          |          |          |          |  |  |  |  |
|        |        |        |        |        |        |  |  |  |  |  |  |        |        |        |        |        |        |  |  |         |         |         |         |         |         |       |  |          |          |          |          |          |          |  |  |         |         |         |         |         |         |  |  |          |          |          |          |          |          |  |  |  |  |
|        |        |        |        |        |        |  |  |  |  |  |  |        |        |        |        |        |        |  |  | Étéocle | Étéocle | Étéocle | Étéocle | Étéocle | Étéocle |       |  | Polynice | Polynice | Polynice | Polynice | Polynice | Polynice |  |  | Ismène  | Ismène  | Ismène  | Ismène  | Ismène  | Ismène  |  |  | Antigone | Antigone | Antigone | Antigone | Antigone | Antigone |  |  |  |  |

## Genèse et création
Les chercheurs estiment généralement que la tragédie Œdipe roi a été composée et représentée pour la première fois entre 430 et 420 av. J.-C. Comme souvent à l'époque de Sophocle, la pièce faisait partie d'une tétralogie dramatique comprenant deux autres tragédies et un drame satyrique. Œdipe roi aurait remporté la deuxième place lors du concours dramatique pour lequel elle avait été composée.
Quelques fragments de la pièce ont été retrouvés sur le Papyrus d'Oxyrhynque 22, daté du Ve siècle.

## Principales éditions modernes de la pièce
En 1502, Alde Manuce publie à Venise la première édition moderne d’Œdipe Roi dans le recueil Sept tragédies de Sophocle. En 1692, André Dacier publie Œdipe et Électre de Sophocle, tragédies grecques traduites en français avec des remarques. En 1804, Friedrich Hölderlin publie une traduction en allemand d’Œdipe Roi et d’Antigone avec des remarques sur les deux pièces.
En 1922 paraît la première édition scientifique française de la pièce dans le tome I des œuvres de Sophocle dans la Collection des universités de France, aux éditions des Belles Lettres, avec un texte établi et traduit par Paul Masqueray. Une nouvelle édition paraît dans la même collection en 1958, cette fois réalisée par Paul Mazon.

## Interprétations de l'intrigue

### Œdipe comme victime expiatoire
Œdipe conclut qu'il a tué son père et épousé sa mère. Bien que la réception traditionnelle de la pièce donne raison à cette conclusion, des interprétations récentes suggèrent que cela pourrait ne pas être le cas : les crimes du roi Œdipe seraient imaginaires, inventés tout au long de l'intrigue par la communauté thébaine et par Œdipe lui-même du fait de certaines rivalités et accusations réciproques, pour faire du roi une victime expiatoire, chargée d'apaiser le courroux des dieux et de faire cesser la peste à Thèbes. Cette lecture est  défendue par René Girard, pour qui l'institution du roi sacré est une victime émissaire en sursis, mais aussi notamment, en France, par Jean-Pierre Vernant  et Jean Bollack.
Le paradigme de la condition humaine régnant dans  Œdipe roi met en jeu la catharsis adoptée par Sophocle. Le paradigme consistera en un jeu d'acteurs plus ou moins accru grâce à la présence du Coryphée. Celui-ci amplifiera les relations qu'Œdipe aura avec les dieux. Il en va de même pour Œdipe à Colone.

### Interprétations psychanalytiques
C'est aussi cette pièce de Sophocle qu'évoquent les psychanalystes quand ils parlent de « complexe d'Œdipe » : le concept est inventé par Sigmund Freud, qui l'expose pour la première fois au public dans son essai L'Interprétation des rêves, paru en 1900. Freud se réfère principalement à la version du mythe d'Œdipe élaborée par Sophocle. La pertinence du rapprochement entre la figure d'Œdipe et le complexe psychanalytique qu'il désigne a suscité plusieurs réserves et remises en cause depuis Freud.

### Œdipe comme archétype de la tragédie théâtrale
- Si vous ne connaissez pas le sujet, laissez ce bandeau (vous pouvez alors contacter les auteurs).
- Si vous supprimez le contenu mis en cause (vous pouvez préalablement contacter les auteurs),

argumentez précisément cette suppression dans la page de discussion
(un manque de référence n'est pas un argument ; une recherche réelle de référence doit avoir été effectuée, être formellement documentée).
Au début de la pièce Œdipe est vénéré, le prêtre vient le supplier car la peste est un mal qui empêche l'écoulement du temps et des générations or Œdipe ayant épousé sa mère l'ordre des générations est bouleversé. À la fin de la pièce, Œdipe est le "pharmakos", le bouc émissaire, celui qui porte les maux de la cité.
Cette idée de renversement s'illustre avec un personnage qui s'est maudit lui-même : ironie tragique, il prononce des paroles qu'il ne comprend pas lui-même. Son destin est conditionné par ses propres paroles : il veut punir le meurtrier qui n'est autre que lui-même.
De roi et père de la cité, il devient atteint de démesure (l'hubris = la démesure), le héros ne voit pas quelles sont ses limites.
Il accuse Tirésias de comploter pour sa perte. Il affirme qu'avec ses seules facultés d'homme, son intelligence, il est capable de résoudre l'enquête sur le meurtrier. Œdipe affirme ne pas avoir besoin des conseils du devin, il est fier de sa raison. Ce qu'il ignore c'est que les paroles de l'oracle ne sont pas toujours aussi limpides qu'on le pense. Apollon est aussi appelé "l'oblique", car il prononce des paroles qui ne sont pas toujours limpides.
L'oracle de Delphes est "oblique", il ne révèle pas complètement la vérité.
Le renversement est possible car Œdipe ne sait pas quelle est son identité.
Œdipe =celui qui a les pieds gonflés, porte des marques mais ignore qui il est lui-même. 
Révélation progressive de la vérité qui induit la perte d'Œdipe.
Il passe de l'ignorance à la vérité.
Construction de la pièce singulière car Œdipe est à la poursuite de lui-même : ironie tragique, le personnage prononce des paroles dont il ne comprend pas le sens. Décalage entre ce que comprend le spectateur et ce que prononce Œdipe. "La démesure enfante le tyran" les paroles du chœur montre qu'Œdipe n'est plus vénéré.
À plusieurs reprises il y a un écart entre ce que sait le héros et ce que le spectateur a compris. Supériorité du spectateur, faiblesse du héros qui est ignorant. Le spectateur voit que le héros s'ignore lui-même, ignore son destin. La connaissance apportée au spectateur, c'est que l'homme ignore son destin.
(voir confrontation d'Œdipe et Tirésias = agôn entre le tyran et le devin)
Au début Œdipe est respectueux de Tirésias car il est devin, puis devient agressif avec lui. Ils n'ont pas la même conception de la vérité :
Pour Œdipe, la raison suffit pour accéder à la vérité (il a vaincu la sphinx grâce à son intelligence).
Tirésias affirme que la vérité vient des dieux, l'intelligence et la raison ne suffisent pas. Il pense que ce qu'il sait d'ordre divin ne serait pas accepté par les hommes.
Pour les dieux, Œdipe est aveugle sur lui-même.
Pour les hommes, c'est un roi vénéré, un savant, un clairvoyant.
Paradoxe entre raison humaine et vision des dieux.
Le pouvoir d'Œdipe peut dégénérer en abus de pouvoir : il se moque de Tirésias.

### Éditions et traductions françaises de la pièce
- Consulter la liste des éditions de cette œuvre
- Sophocle, Tome II. Ajax, Œdipe Roi, Électre, texte établi par Alphonse Dain, traduction de Paul Mazon, Les Belles Lettres, « Collection des universités de France », 1989 (première édition 1958)
  - réédité dans Sophocle, Œdipe Roi, édition bilingue, traduction de Paul Mazon, introduction et notes par Philippe Brunet, Paris, Belles Lettres, « Classiques en poche », 1998.
- Sophocle (trad. Jean Bollack et Mayotte Bollack), Oedipe roi, Paris, Éditions de Minuit, 1985, 88 p. (ISBN 2-7073-1043-3).

### Ouvrages généraux
- Suzanne Saïd, Monique Trédé et Alain Le Boulluec, Histoire de la littérature grecque, Paris, Presses universitaires de France, coll. « Premier Cycle », 1997 (ISBN 2130482333 et 978-2130482338)
- M. C. Howatson (dir.), Dictionnaire de l'Antiquité, Paris, Robert Laffont, 1993 (première édition : The Oxford Companion to Classical Literature, Oxford University Press, 1989).
- Jacqueline de Romilly, La Tragédie grecque, Paris, Presses universitaires de France, 1970 (en particulier le chapitre 3, « Sophocle, ou la tragédie du héros solitaire », p.  80-113)

### Études
- Jean Bollack, L'Oedipe roi de Sophocle : le texte et ses interprétations, Villeneuve d'Ascq, Presses universitaires de Lille, coll. « Cahiers de philologie », 1990, 3092 p. (ISBN 2-85939-366-8).
- Jean Bollack, La naissance d’Œdipe : traduction et commentaires d'"Oedipe roi", Paris, Gallimard, coll. « Tel », 1995, 347 p. (ISBN 2-07-074031-5).
- Claude Calame, Masques d'autorité. Fiction et pragmatique dans la poésie grecque antique, Paris, Les Belles Lettres, 2005 (chapitre 6, « Vision, aveuglement et masque : énonciation et passions dans l’Œdipe-Roi de Sophocle », p. 185-211).
- (en) Bernard Knox, Oedipus at Thebes: Sophocles' Tragic Hero and His Time, Yale University Press, 1957 (2e d. 1998).
- Mitsutaka Odagiri, Écritures palimpsestes ou les théâtralisations françaises du mythe d'Œdipe, Paris-Montréal-Torino, L'Harmattan, 2001.
- (en) Charles Segal, Oedipus Tyrannus: Tragic Heroism and the Limits of Knowledge, Oxford, Oxford University Press, 2000.
- Jean-Pierre Vernant, Pierre Vidal-Naquet, Œdipe et ses mythes, La Découverte, 1986, rééd. Complexe, 1989.